# Malacoceros inflatus
Malacoceros inflatus är en ringmaskart som beskrevs av Foster 1971. Malacoceros inflatus ingår i släktet Malacoceros och familjen Spionidae. Inga underarter finns listade i Catalogue of Life.